# ميشيل أبورو
ميشيل أبورو (بالإنجليزية: Michele Aboro)‏ مواليد 17 يوليو 1967 في لندن، هو ملاكم بريطاني يصنف ضمن فئة وزن الديك.

## إحصائيات
خاض خلال مسيرته 21 نزالا، فاز في 21 ولم يتعادل ولم يخسر. فاز بالضربة القاضية في 12 نزالا.

## روابط خارجية
- ميشيل أبورو على موقع بوكس ريك (الإنجليزية) (registration required)
- ميشيل أبورو على موقع شيردوغ (الإنجليزية)